# Paul Churchland
Paul Churchland (Vancouver, 1942) è un filosofo canadese.

## Biografia
Entra nel dibattito internazionale della filosofia della mente negli anni ottanta con una critica della psicologia del senso comune (Folk-psychology) combinata con l'epistemologia naturalizzata di Willard Van Orman Quine. Secondo Churchland, tutte le osservazioni empiriche sono ‘cariche di teoria’ (theory laden), anche i nostri giudizi percettivi provenienti dal senso interno (introspettivi). Non abbiamo, come potrebbe sembrare, un accesso privilegiato ai nostri stati interni, la certezza che ci anima riguardo ai nostri stati interiori è la stessa che animava gli antichi sulla ‘evidenza’ che le stelle fossero infisse in una grande sfera che ruotava intorno ai poli. La folk psychology interpreta i dati del senso interno alla luce di una concezione dell'uomo che è frutto di un particolare quadro/tradizione storico-culturale. Quindi una volta liberati da questa immagine potremmo considerare i nostri stati mentali e quelli degli altri esseri umani in termini completamente nuovi.
Tale critica è sviluppata da Churchland (“Una prospettiva neurocomputazionale”, 1989) in due punti essenziali: la psicologia del senso comune è una teoria; è probabilmente falsa. Il criterio di valutazione utilizzato da Churchland è quello storico degli epistemologi post-empiristi: la folk psychology non ha compiuto nessun progresso dall'Antichità ad oggi e non riesce a spiegare la maggior parte dei fenomeni psicologici come il sonno, il coordinamento senso-motorio, le malattie mentali, l'intelligenza e la creatività. Essendo la psicologia del senso comune una teoria falsa essa non può costituire la base della psicologia scientifica, come sostiene invece Jerry Fodor. Inoltre è presumibile che anche le entità e le proprietà che costituisco i riferimenti dei suoi concetti teorici (desideri, credenze, intenzioni, passioni) siano inesistenti. Churchland auspica che con una scienza dell'uomo su basi biologiche il problema mente-corpo si porrà in termini diversi e cambierà l'ontologia del mentale, allo stesso modo in cui è cambiata quella del mondo fisico: non esiste né il flogisto né l'etere luminifero.
Alla metà degli anni ottanta il pensiero di Churchland si arricchisce di due nuovi elementi: le neuroscienze, grazie alla moglie Patricia, e le reti neurali, grazie a Rumelhart che insieme ai suoi collaboratori pubblica il volume sul ‘modello PDP’ (Parallel Distributed Processing) rilanciando lo studio delle reti neurali artificiali e fornendo un'alternativa all'analogia mente-computer. Quest'ultimo elemento fornisce a Churchland un modello nuovo del funzionamento dalla mente umana e l'ambiziosa idea di sostituire il modello linguistico che gran parte della tradizione filosofica, da Platone a Fodor, ha avuto del pensiero e, più in generale, dell'operare della mente. Le reti neurali mostrano come è possibile spiegare il coordinamento senso-motorio e la codificazione sensoriale in termini di trasformazioni vettoriali anziché attraverso la manipolazione lineare di simboli, trasformando automaticamente, grazie alla loro stessa struttura ed ai coefficienti (‘pesi’) di riduzione degli impulsi una configurazione di input in una di output. Churchland fa quindi parte di un nuovo indirizzo “connessionistico” nell'Intelligenza Artificiale che si allontana dall'idea cognitivista della mente che opera tramite algoritmi, come un computer, manipolando simboli, i quali, in quanto dotati di una interpretazione semantica, possono essere considerati rappresentazioni di un mondo esterno. Per queste circostanze viene a trovarsi nel ruolo di ‘ala radicale’ dello schieramento naturalistico nella filosofia della mente, contrapposti al ‘linguaggio del pensiero’ di Fodor.